# Tutáyev
Tutáyev (en ruso: Тутаев) es una ciudad de Rusia ubicada al norte de Moscú, en el óblast de Yaroslavl; cuenta con una población aproximada de 42.800 habitantes. Está dividida en dos partes por el río Volga - Románov y Borisoglebsk. Anteriormente eran dos ciudades distintas, Románov en la orilla derecha y Borisoglebsk en la izquierda. La mayor parte de la población vive en Románov, donde se concentran la mayoría de las actividades e instituciones de la ciudad: escuelas, mercados, negocios, estación de autobuses y la planta de motores de Tutáyev. En la orilla izquierda hay varias iglesias que forman parte del patrimonio histórico de la ciudad.
El paisaje de la ciudad está dominado por edificios de la era soviética; al acercarse al Volga desde Románov se observan casas antiguas de madera así como la Catedral de la Resurrección. El río debe atravesarse en bote ya que no existen puentes que comuniquen Románov con Borisoglebsk (en invierno, el río se congela y puede cruzarse a pie).

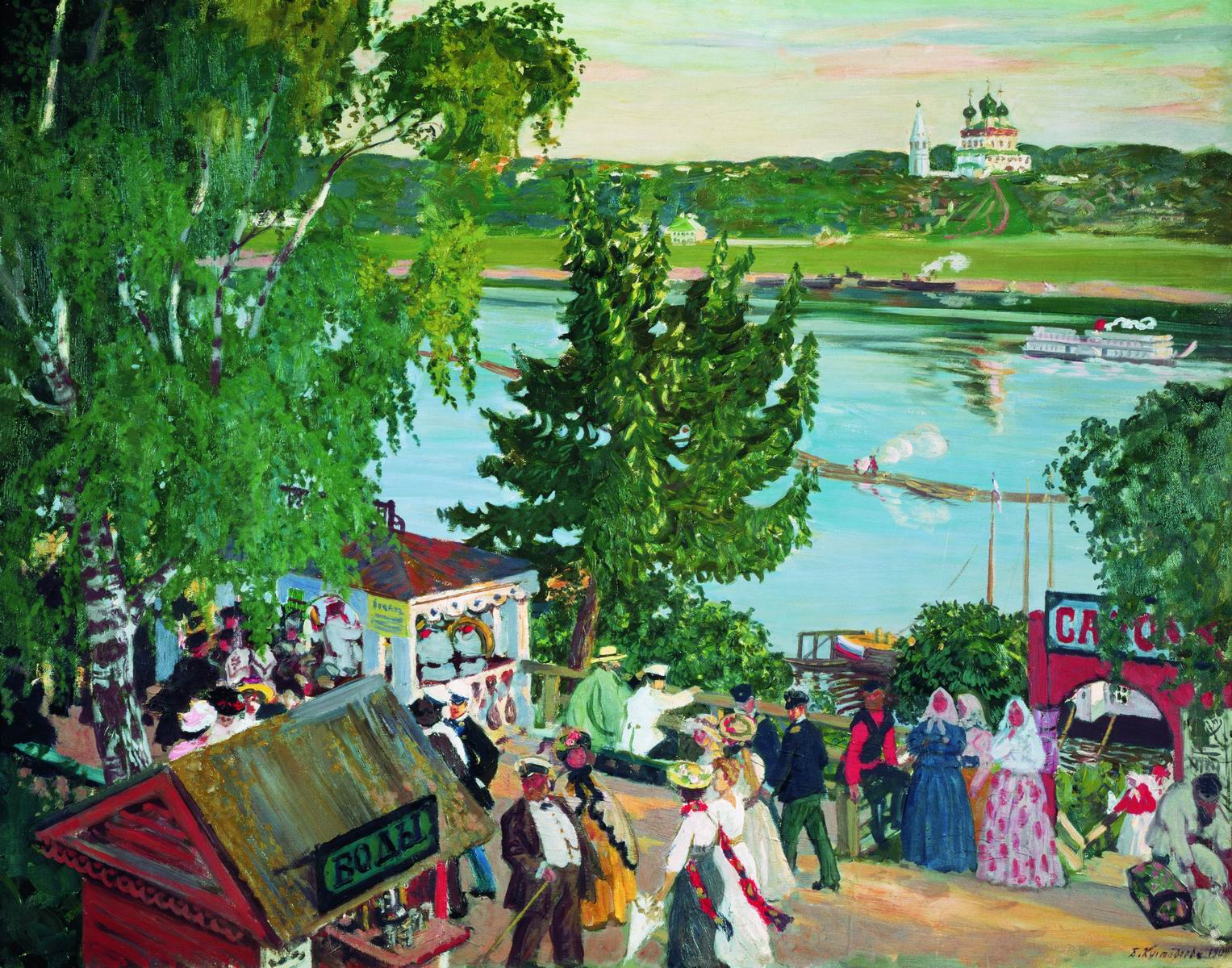
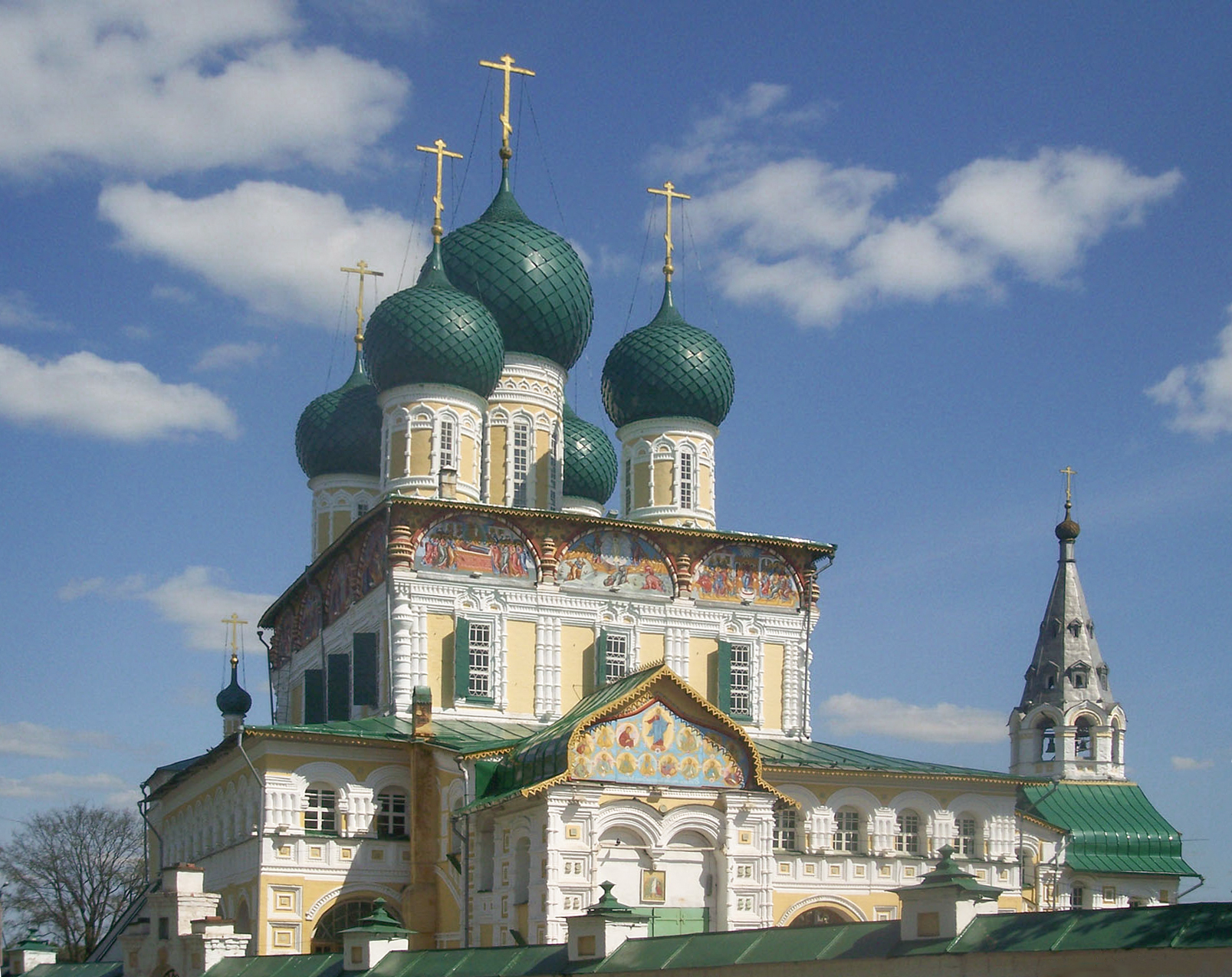
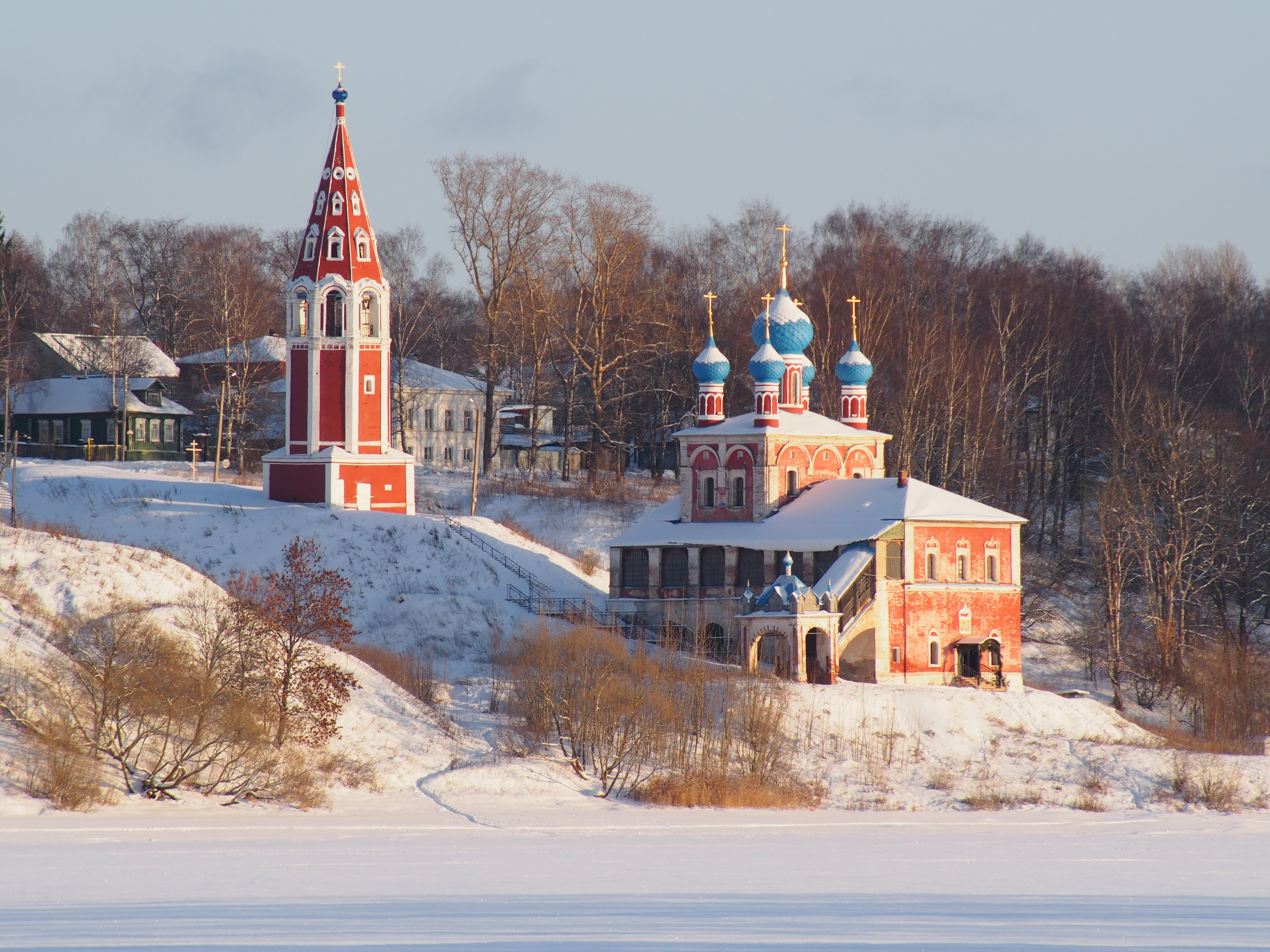
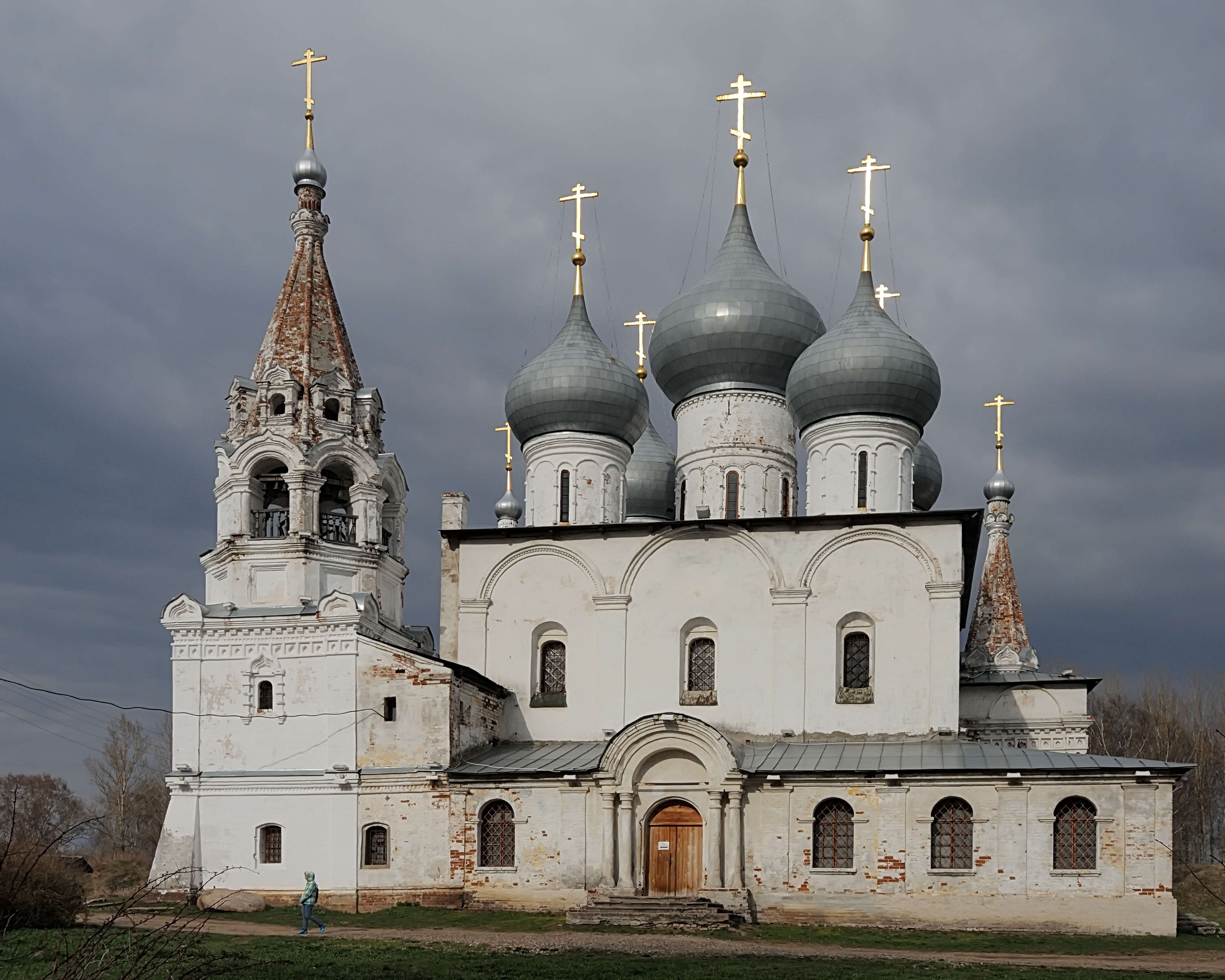
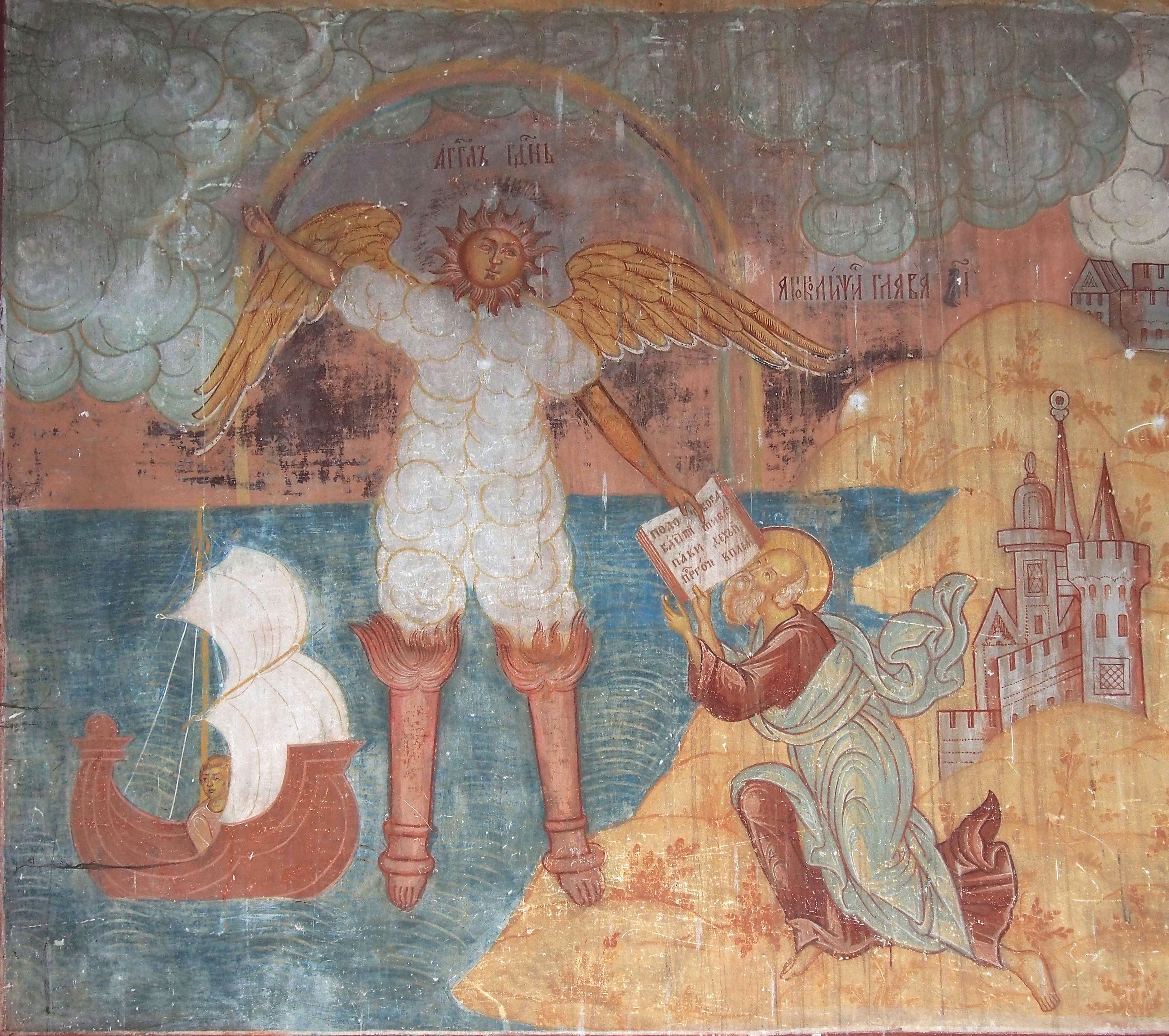
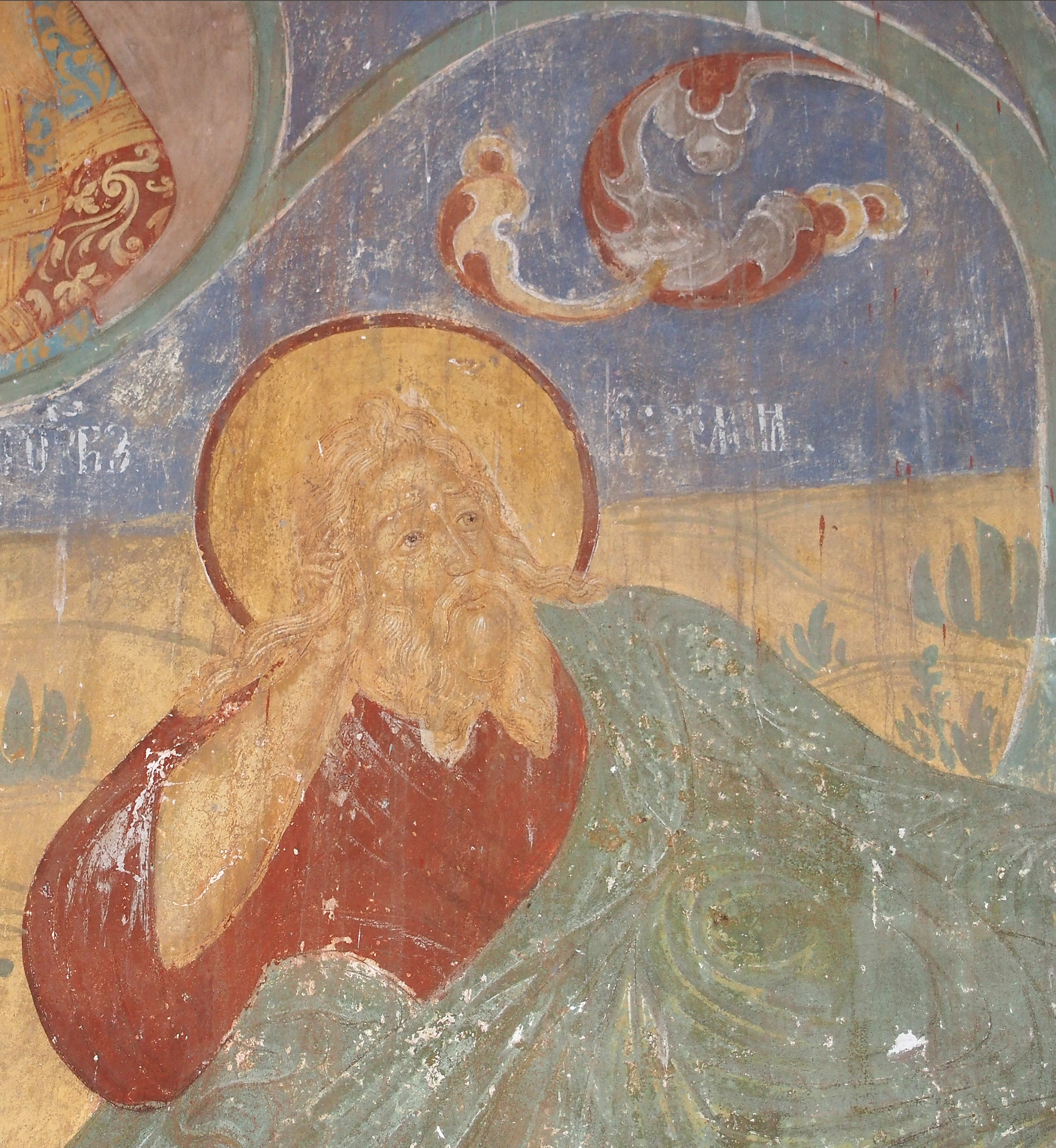
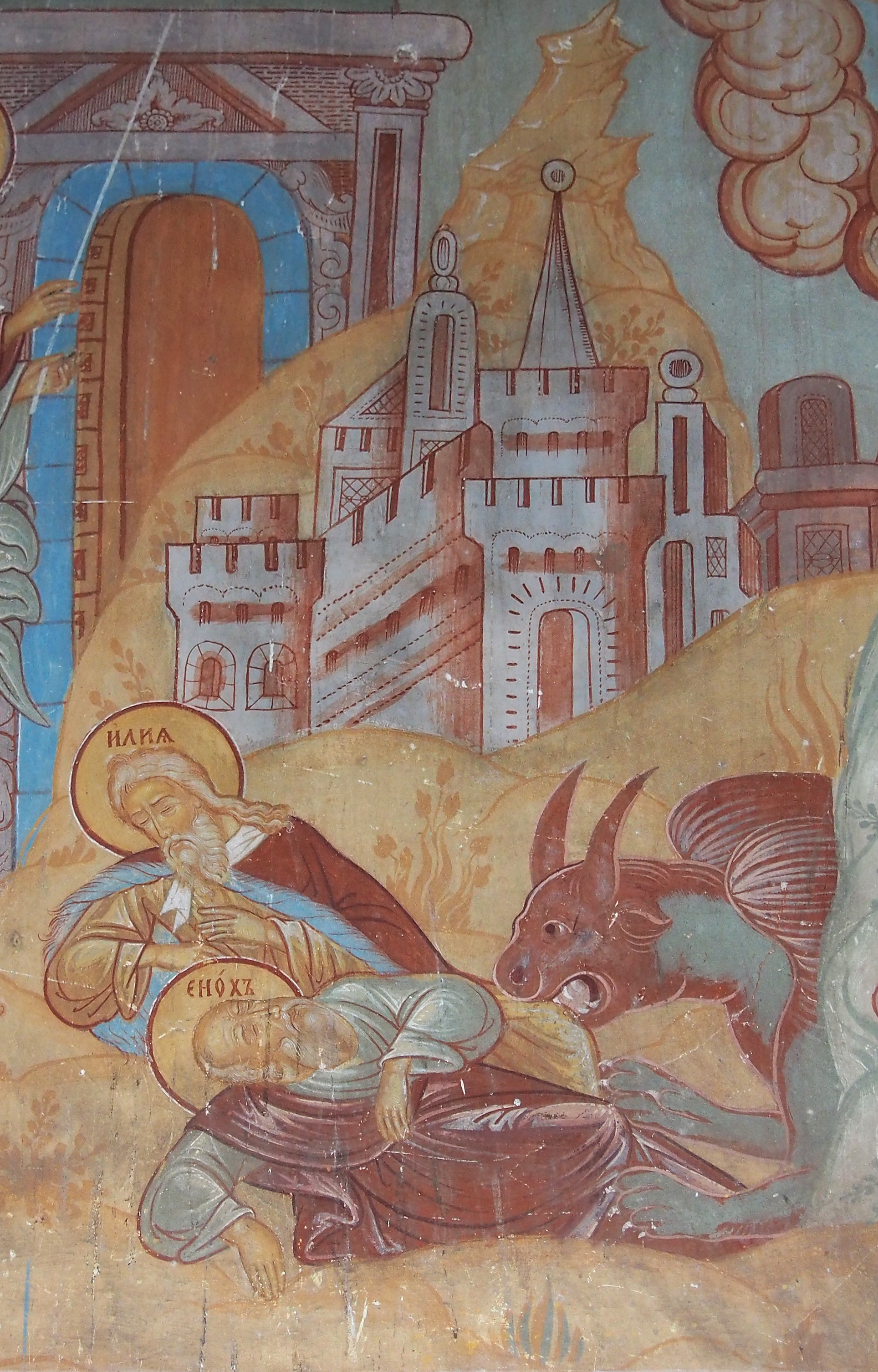
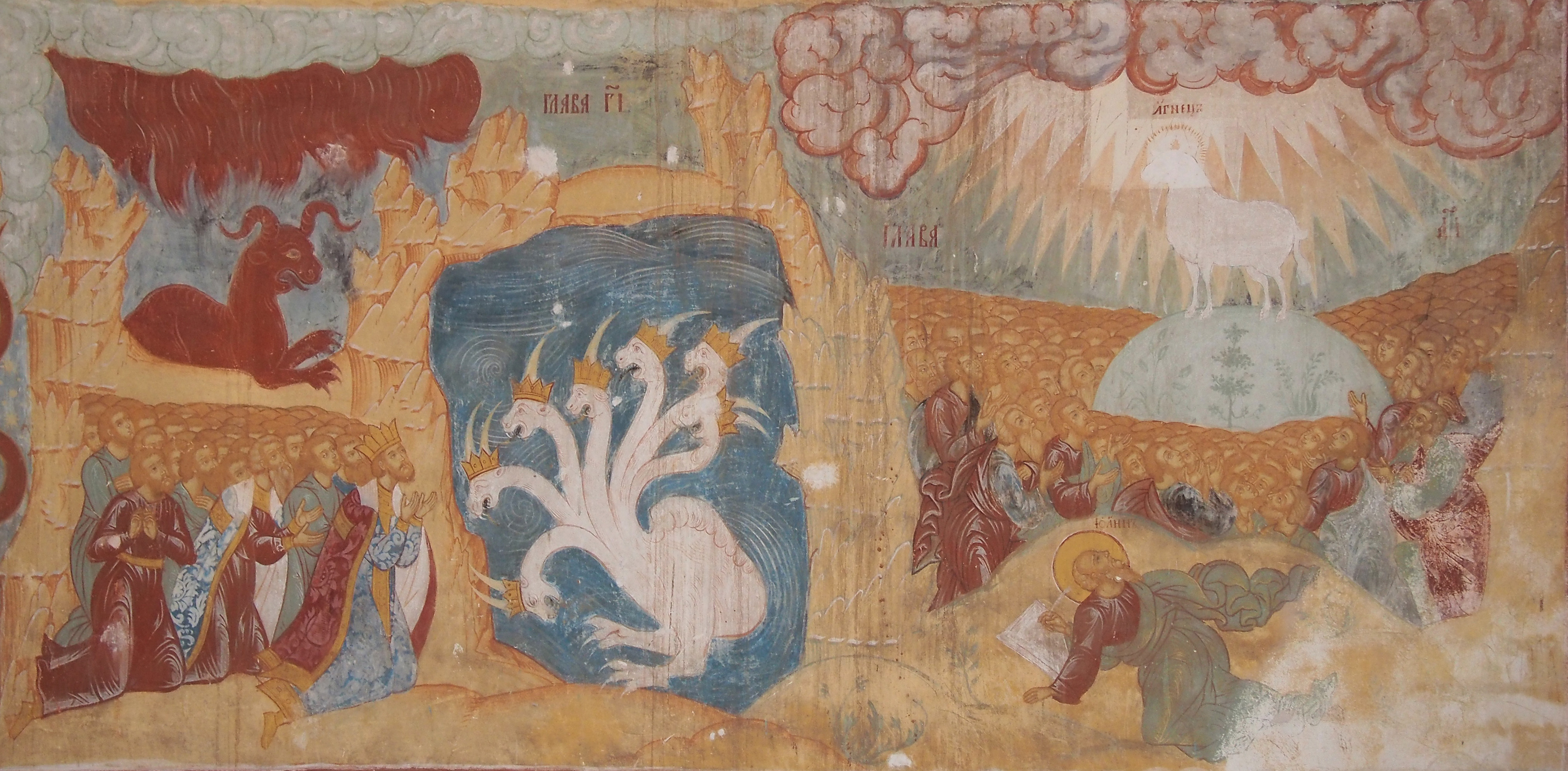

## Historia
En 1822, los poblados de Románov y Borisoglebsk se unieron en una sola entidad con el nombre de Románov-Borisoglebsk; en 1918, pasa a llamarse Tutáyev en honor al soldado del Ejército Rojo I.P. Tutáyev.